# Dia Mundial de la Metrologia
El Dia Mundial de la Metrologia és un esdeveniment que té lloc el 20 de maig per celebrar el Sistema Internacional d’Unitats. La data és l’aniversari de la signatura de la Convenció del Metre que es va fer el 1875 a París a càrrec de representants de disset països. S'organitza mundialment de forma conjunta pel BIPM i l'OIML. La metrologia és la ciència dels mesuraments i les seves aplicacions.
Les edicions de 2018 i 2019, dedicades al canvi del Sistema Internacional van ser commemorades per la Secció Catalana de Metrologia a l'Escola Politècnica Superior d'Enginyeria de Vilanova i la Geltrú de la Universitat Politècnica de Catalunya (2018) i al Centre de Cultura Contemporània de Barcelona (2019). La del 2020, ajornada, va celebrar-se a l'IEC.
A partir del 2017, la Secció Catalana de Metrologia realitza l'adaptació al català dels pòsters del Dia Mundial emesos pel BIPM.
En la 42a conferència general de la UNESCO celebrada a París es proclama el 20 de maig com a Dia Mundial de la Metrologia.

## Llista de temes del Dia Mundial de la Metrologia
| Any  | Tema                                                         |
| ---- | ------------------------------------------------------------ |
| 2025 | Per a tots els temps, per a tots els pobles                  |
| 2024 | Mesurem avui per a un demà sostenible                        |
| 2023 | Mesurar en suport del sistema alimentari mundial             |
| 2022 | La metrologia en l'era digital                               |
| 2021 | Mesures per a la salut                                       |
| 2020 | Les mesures per al comerç global                             |
| 2019 | El Sistema Internacional d'Unitats - Fonamentalment millor   |
| 2018 | Evolució constant del Sistema Internacional d'Unitats        |
| 2017 | Metrologia per al transport                                  |
| 2016 | Mesuraments en un món dinàmic                                |
| 2015 | Metrologia Els mesuraments i la llum                         |
| 2014 | Les mesures i el desafiament energètic global                |
| 2013 | Mesures en la vida quotidiana                                |
| 2012 | Mesurem per a la seva seguretat                              |
| 2011 | Mesures químiques per a la nostra vida, el nostre futur      |
| 2010 | Mesures en ciència i tecnologia - un pont cap a la innovació |
| 2009 | Mesures en el comerç                                         |
| 2008 | Sense mesures no hi ha jocs                                  |
| 2007 | Mesures en el nostre entorn                                  |
| 2006 | Un món metrològic al servei del món                          |
| 2005 | Confiança global mitjançant la traçabilitat del SI           |
| 2004 | Que és la metrologia?                                        |